# Омельченко, Александр Константинович
Алекса́ндр Константи́нович Оме́льченко (11 февраля 1983) — российский футболист, полузащитник.

## Карьера
Начинал свою карьеру в волгоградском «Роторе». Уже в 2000 году играл за команду дубля «Ротор-2», которая тогда выступала в зоне «Поволжье» Второго дивизиона. Дебютировал в Премьер-лиге в 2001 году за «Ротор». В 2007 году перешёл в новороссийский «Черноморец», где выступал до 2008 года. Зимой 2010 года вернулся в «Черноморец». 13 февраля 2011 года подписал контракт с курским «Авангардом». 1 ноября расторг контракт по обоюдному согласию. В феврале 2012 года заключил контракт с клубом «Уфа».

## Достижения
«Черноморец»
- Победитель зоны «Юг» Второго дивизиона России: 2007, 2010
- Обладатель Кубка ПФЛ: 2010